# Găești
Găești là một thị xã thuộc hạt Dâmbovița, România. Dân số thời điểm năm 2002 là 15547 người.